# Piper achupallasense
Piper achupallasense es una especie de planta fanerógama perteneciente a la familia Piperaceae. Es endémica de Ecuador.

## Distribución
Es una planta arbustiva endémica del páramo en el sur de Ecuador. Recogida sólo una vez, en 1943, a lo largo del arroyo Achupallas, en la provincia de Zamora Chinchipe. Ningún ejemplar de esta especie se encuentran en museos ecuatorianos.

## Taxonomía
Piper achupallasense fue descrita por Truman George Yuncker y publicado en The Piperaceae of northern South America 1: 288–289, f. 253. 1950.